# Fontaine de Cayssac
La fontaine de Cayssac est une fontaine située à La Loubière, en France.

## Description
Petit édifice carré, la fontaine présente à l'intérieur des colonnes qui se croisent en une clé de voûte sculptée représentant le Christ.

## Localisation
La fontaine est située dans le nord du département français de l'Aveyron, sur la commune de La Loubière, au lieu-dit Cayssac, en contrebas de la rue principale du village.

## Historique
Bâtie à l'époque romane, à la fin du XIIe siècle, cette fontaine est inscrite au titre des monuments historiques le 9 septembre 1933.

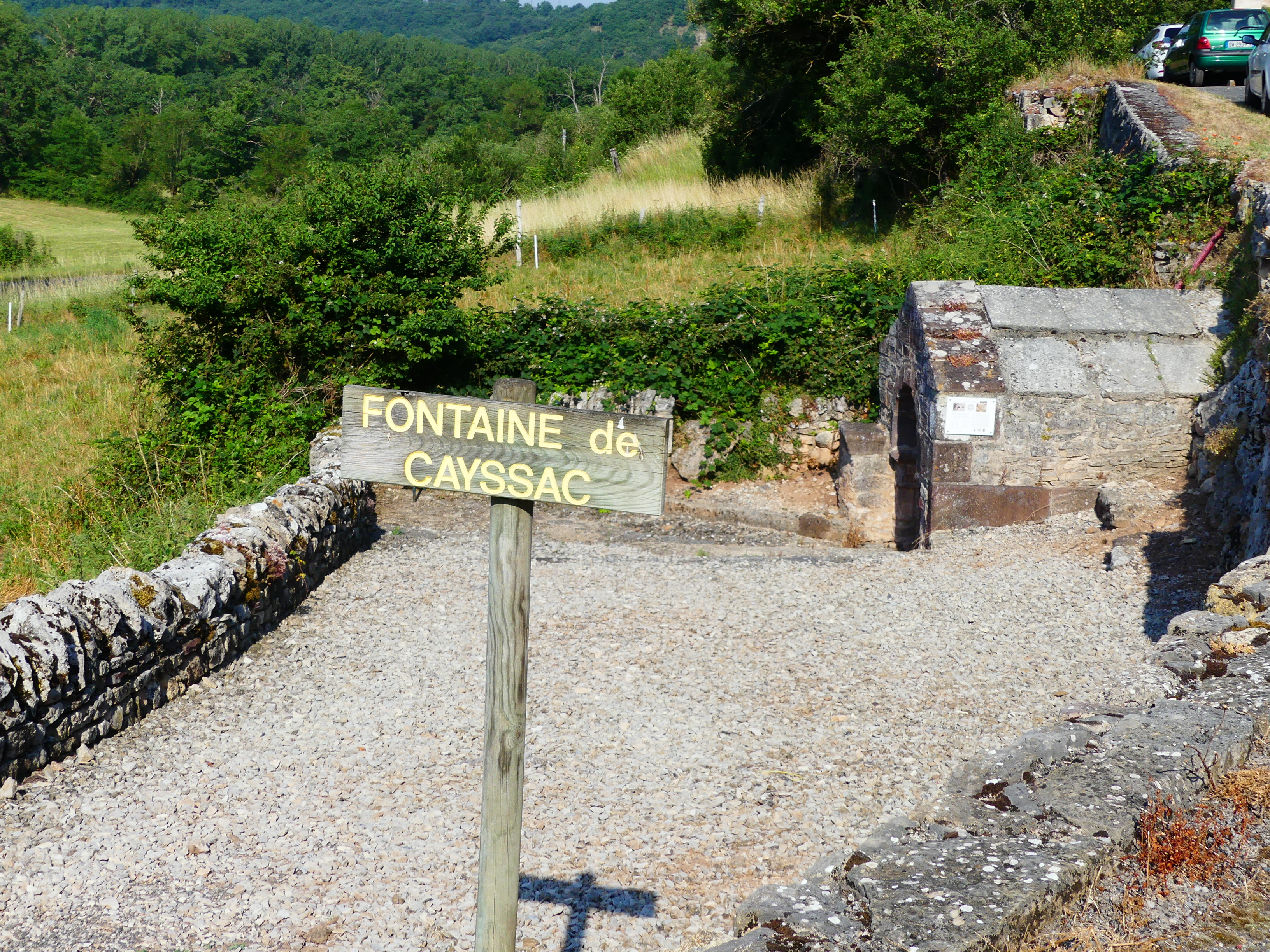
Le site de la fontaine.
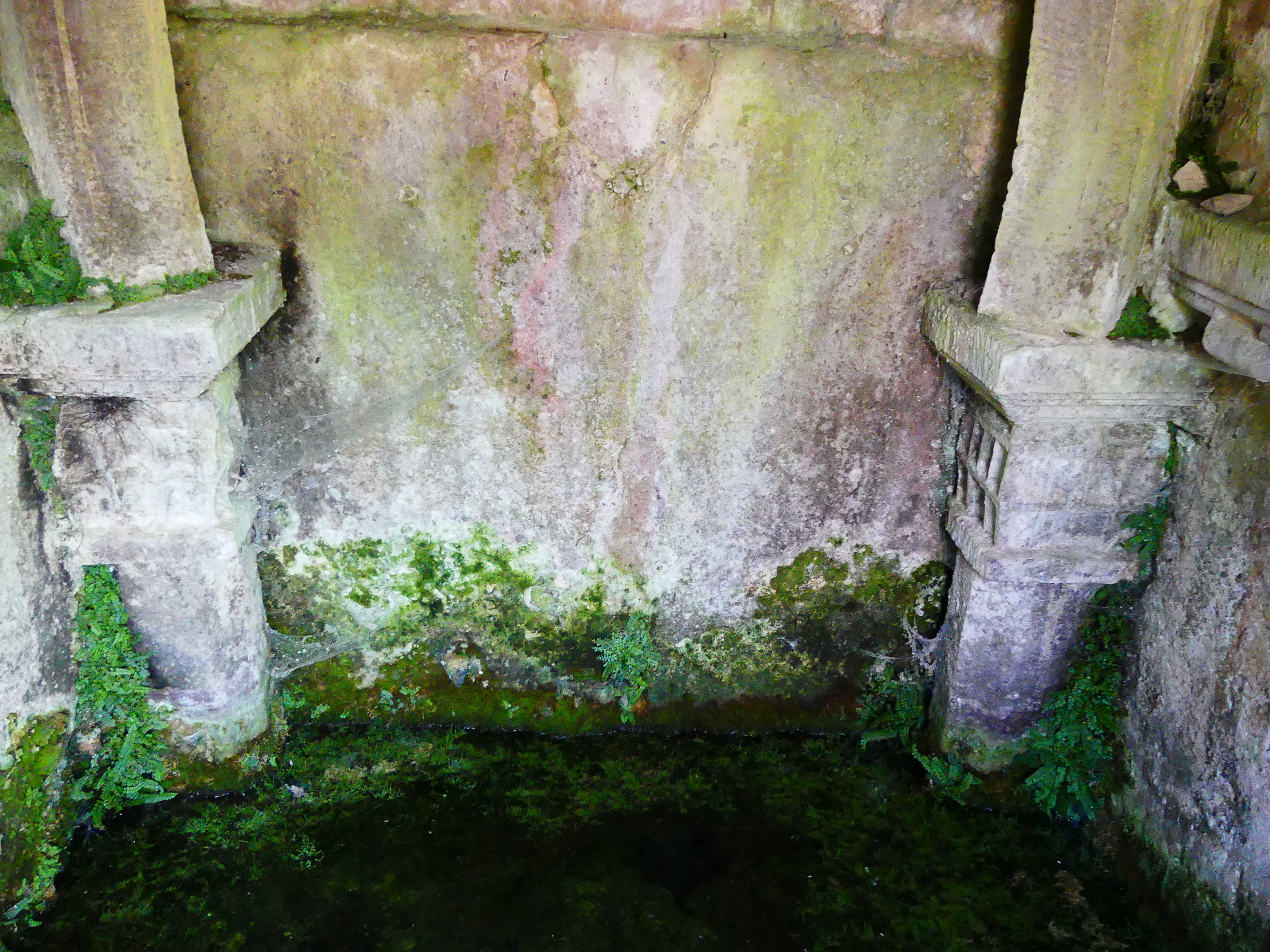
Les colonnes à l'intérieur de la fontaine.
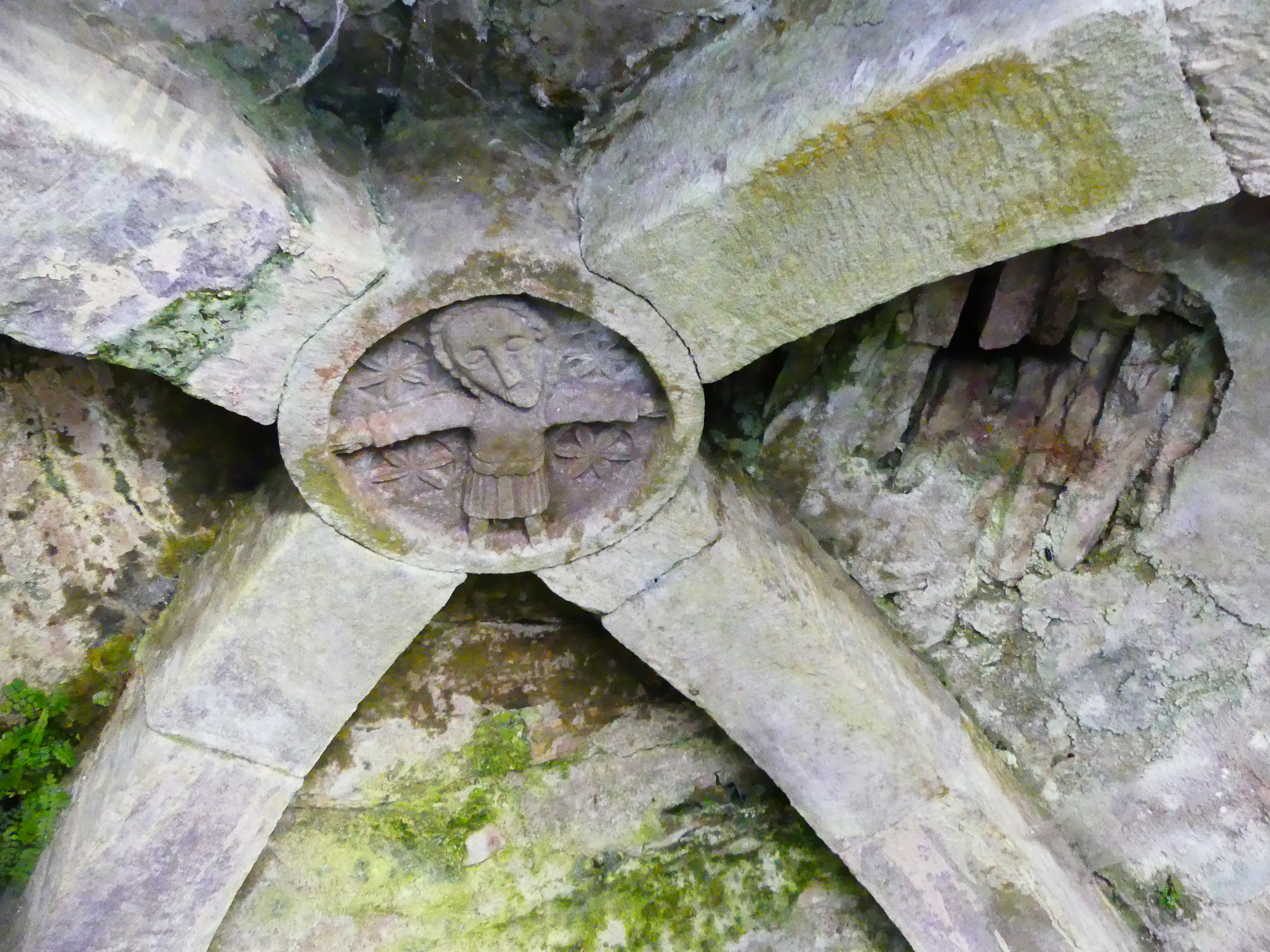
La clé de voûte sculptée.